# Aioulf
Aioulf of Agiulfo  (overleden juni 457) was een Suevische aanvoerder van de Gotische koning Theodorik II, toen deze in 456 het rijk van de Sueven aanviel in Galicië. Na de overwinning op de Suevische koning Rechiar deserteerde hij en bleef achter in het noorden terwijl het Gotische leger verder naar het zuiden trok. Hij hoopte zelf koning van de Sueven te kunnen worden, maar werd al bij het eerste treffen met een door Theodorik naar het noorden gezonden leger verslagen. 
Na de dood van Aioulf viel het land uiteen in Noord en Zuid tot het in 464 weer werd herenigd onder Remismund.